# Niyama
Niyama (नियम en sanskrit devanāgarī) est un terme sanskrit qui correspond dans les Yoga Sūtra de Patañjali au second membre (aṅga) du Yoga. Ce terme sanskrit signifie : répression, restriction, limitation, abstinence, retenue, réserve, discipline, observance, austérité, pratique résultant d'un vœu.

## Yoga
La discipline morale, deuxième étape de l'aṣṭāṅgayoga, consiste en la pratique d'exercices spirituels pour acquérir cinq vertus: 
1. śauca (शौच) : pureté, propreté; honnêteté,
2. saṃtoṣa (संतोष) : la modération (contentement de peu), satisfaction, sérénité,
3. tapas (तपस्) : la force d'âme (acquise par l'ascèse), chaleur, ardeur, austérités, ascèse,
4. svādhyāya (स्वाध्याय) : la connaissance acquise par la lecture des textes sacrés,
5. īśvarapraṇidhāna la foi (acquise par la méditation), piété, foi, consécration à Dieu, dévotion au Seigneur.